# مايسونسغوت
مايسونسغوت (بالفرنسية: Maisonsgoutte)‏ هي بلدية تقع في إقليم الراين الأسفل من منطقة ألزاس في شمال شرق فرنسا. تبلغ مساحة هذه المدينة 4.87 (كم²)، يبلغ عدد سكانها 839 نسمة حسب إحصاء المعهد الوطني للإحصاء والدراسات الاقتصادية سنة 2009 م. وترأس Serge Adrian البلدية خلال فترة (2001 - 2008).

## أعلام
- أندريه زيمرمان

## وصلات خارجية
- صفحة البلدية على موقع المعهد الوطني للإحصاء والدراسات الاقتصادية (بالفرنسية)